# Giovan Battista Carpi
 (mars 2015).
Si vous disposez d'ouvrages ou d'articles de référence ou si vous connaissez des sites web de qualité traitant du thème abordé ici, merci de compléter l'article en donnant les références utiles à sa vérifiabilité et en les liant à la section « Notes et références ».
Giovan Battista Carpi est un dessinateur de bande dessinée né à Gênes en Italie le 16 novembre 1927 et mort à Gênes en Italie le 3 mars 1999.

## Biographie
Il entre dans le monde de la bande dessinée en 1945 en travaillant pour l'hebdomadaire Faville dont il réalise le logo, et pour lequel il crée la famille Serafini (Famiglia Serafini). En 1946, il collabore au magazine éducatif Lo Scolaro et dessine Sparagrosso, chasseur en Afrique (Sparagrosso, cacciatore in Africa) pour La gazzetta dei piccoli. Il s'établit à Milan et travaille pour le studio d'animation des frères Pagot pour quelque temps.
En 1953, il part rejoindre l'équipe Disney. De là commence sa longue collaboration avec l'encreur Giulio Chierchini avec lequel il produit bon nombre d'histoire de Donald pour la revue Topolino. Ses nombreuses parodies, entre autres de Hamlet avec Donald prince du Danemark ou des Misérables avec Le Mystère des chandeliers, le rendent célèbre. Il crée Dodu, le bon petit diable en 1954 puis, en 1963, en parallèle à ses travaux pour Disney, il réalise Bertoldo pour l'éditeur Gino Sansoni.
Toujours en parallèle à ses travaux pour Disney, il dessine Fix und Foxi pour l'allemand Kauka Verlag (1965) et en 1969, crée, avec le scénariste Guido Martina, Fantomiald, super-héros qui sommeille en Donald.
Au début fortement inspiré par les auteurs américains, il développe rapidement son propre style qui va inspirer toute une génération d'auteurs italiens. Pour cela, il devient directeur de La Scuola Disney (qui devient l'Accademia Disney en 1993), école destinée à former les auteurs italiens.